# Octanapis octocula
Octanapis octocula är en spindelart som först beskrevs av Forster 1959.  Octanapis octocula ingår i släktet Octanapis och familjen Anapidae.
Artens utbredningsområde är Queensland. Inga underarter finns listade i Catalogue of Life.